# Ronde van Frankrijk 2011/Twintigste etappe
De twintigste etappe van de Ronde van Frankrijk 2011 was een individuele tijdrit rond Grenoble die werd verreden op 23 juli 2011 over een afstand van 42,5 kilometer. Deze tijdrit volgde hetzelfde parcours als in de Critérium du Dauphiné 2011.

## Verloop
De eerste tussentijd werd gezet door de Zwitser Fabian Cancellara, maar deze is door de weersomstandigheden lang niet zo goed als de wereldkampioen tijdrijden zou moeten kunnen. Even later werd deze tijd verpulverd door de Duitser Tony Martin die er met ruim 1,5 minuut onderdook.
Dit bleek een tijd waar niemand meer aankwam en dus won Duitser de op een na laatste etappe van de Ronde van Frankrijk 2011, echter werd de belangrijkste strijd uitgevoerd door de Australiër Cadel Evans en de Luxemburger Andy Schleck. In de laatste rit zou beslist worden welke van de twee in de gele trui naar Parijs zou mogen rijden.
De Australiër, die een betere tijdrit heeft, moest een achterstand van 58 seconden weg werken op Andy Schleck. Nog niet op de helft van de 42,5 kilometer lange tijdrit had hij deze achterstand al goedgemaakt. Op de overgebleven kilometers heeft hij het verschil alleen maar groter gemaakt en uiteindelijk mocht Cadel Evans de gele trui van Andy Schleck overnemen met een voorsprong van 1'34".

### Tussenstanden
| Tussenstand Vizille (na 15 km) |                  |        |
| Plaats                         | Naam             | Tijd   |
| 1                              | Tony Martin      | 20'12" |
| 2                              | Alberto Contador | +21"   |
| 3                              | Cadel Evans      | z.t.   |

| Tussenstand Saint-Martin-d'Uriage (na 27,5 km) |                 |        |
| Plaats                                         | Naam            | Tijd   |
| 1                                              | Tony Martin     | 40'26" |
| 2                                              | Cadel Evans     | +7"    |
| 3                                              | Thomas De Gendt | +38"   |

| Tussenstand Saint-Martin-d'Hères (na 37,5 km) |                  |        |
| Plaats                                        | Naam             | Tijd   |
| 1                                             | Tony Martin      | 49'53" |
| 2                                             | Cadel Evans      | +2"    |
| 3                                             | Alberto Contador | +53"   |

## Rituitslag
| Plaats  | Naam                   | Ploeg                       | Tijd   |
| ------- | ---------------------- | --------------------------- | ------ |
| Winnaar | Tony Martin            | Team HTC-High Road          | 55'33" |
| 2       | Cadel Evans            | BMC Racing Team             | +7"    |
| 3       | Alberto Contador       | Saxo Bank-Sungard           | +1'06" |
| 4       | Thomas De Gendt        | Vacansoleil-DCM             | +1'29" |
| 5       | Richie Porte           | Saxo Bank-Sungard           | +1'30" |
| 6       | Jean-Christophe Peraud | AG2R-La Mondiale            | +1'33" |
| 7       | Samuel Sánchez         | Euskaltel-Euskadi           | +1'37" |
| 8       | Fabian Cancellara      | Team Leopard-Trek           | +1'42" |
| 9       | Peter Velits           | Team HTC-High Road          | +2'03" |
| 10      | Rein Taaramäe          | Cofidis, le crédit en ligne | z.t.   |
|         |                        |                             |        |
| 18      | Lieuwe Westra          | Vacansoleil-DCM             | +2'39" |

## Klassementen
| Algemeen Klassement |                        |                     |           |
| Plaats              | Naam                   | Ploeg               | Tijd      |
| Gele trui           | Cadel Evans            | BMC Racing Team     | 83u45'20" |
| 2                   | Andy Schleck           | Team Leopard-Trek   | +1'34"    |
| 3                   | Fränk Schleck          | Team Leopard-Trek   | +2'30"    |
| 4                   | Thomas Voeckler        | Team Europcar       | +3'20"    |
| 5                   | Alberto Contador       | Saxo Bank-Sungard   | +3'57"    |
| 6                   | Samuel Sánchez         | Euskaltel-Euskadi   | +4'55"    |
| 7                   | Damiano Cunego         | Lampre-ISD          | +6'05"    |
| 8                   | Ivan Basso             | Liquigas-Cannondale | +7'23"    |
| 9                   | Tom Danielson          | Team Garmin-Cervélo | +8'15"    |
| 10                  | Jean-Christophe Peraud | AG2R-La Mondiale    | +10'11"   |
|                     |                        |                     |           |
| 13                  | Kevin De Weert         | Quick Step          | +16'29"   |
| 21                  | Rob Ruijgh             | Vacansoleil-DCM     | +33'04"   |

| Ploegenklassement |                             |            |
| Plaats            | Ploeg                       | Tijd       |
|                   | Team Garmin-Cervélo         | 250u57'43" |
| 2                 | Team Leopard-Trek           | +11'04"    |
| 3                 | AG2R-La Mondiale            | +11'20"    |
| 4                 | Team Europcar               | +41'53"    |
| 5                 | Euskaltel-Euskadi           | +52'00"    |
| 6                 | Sky ProCycling              | +58'24"    |
| 7                 | Team Katjoesja              | +1u09'39"  |
| 8                 | Saxo Bank-Sungard           | +1u16'12"  |
| 9                 | Française des Jeux          | +1u30'16"  |
| 10                | Cofidis, le crédit en ligne | +1u47'29"  |

## Nevenklassementen
| Puntenklassement |                    |                    |        |
| Plaats           | Naam               | Ploeg              | Punten |
| Groene trui      | Mark Cavendish     | Team HTC-High Road | 280    |
| 2                | José Joaquín Rojas | Team Movistar      | 265    |
| 3                | Philippe Gilbert   | Omega Pharma-Lotto | 230    |
|                  |                    |                    |        |
| 37               | Johnny Hoogerland  | Vacansoleil-DCM    | 31     |

| Bergklassement |                   |                    |        |
| Plaats         | Naam              | Ploeg              | Punten |
| Bolletjestrui  | Samuel Sánchez    | Euskaltel-Euskadi  | 108    |
| 2              | Andy Schleck      | Team Leopard-Trek  | 98     |
| 3              | Jelle Vanendert   | Omega Pharma-Lotto | 74     |
|                |                   |                    |        |
| 10             | Johnny Hoogerland | Vacansoleil-DCM    | 40     |

| Jongerenklassement |                 |                             |           |
| Plaats             | Naam            | Ploeg                       | Tijd      |
| Witte trui         | Pierre Rolland  | Team Europcar               | 83u56'03" |
| 2                  | Rein Taaramäe   | Cofidis, le crédit en ligne | +46"      |
| 3                  | Jérôme Coppel   | Saur-Sojasun                | +7'53"    |
|                    |                 |                             |           |
| 5                  | Rob Ruijgh      | Vacansoleil-DCM             | +22'21"   |
| 13                 | Thomas De Gendt | Vacansoleil-DCM             | +1u42'55" |

1e etappe ·
2e etappe ·
3e etappe ·
4e etappe ·
5e etappe ·
6e etappe ·
7e etappe ·
8e etappe ·
9e etappe ·
10e etappe ·
11e etappe ·
12e etappe ·
13e etappe ·
14e etappe ·
15e etappe ·
16e etappe ·
17e etappe ·
18e etappe ·
19e etappe ·
20e etappe ·
21e etappe
Startlijst · Eindstanden · Afbeeldingen